# Зеленяев, Юрий Николаевич
Юрий Николаевич Зеленяев (1934) — советский футболист, защитник. Мастер спорта СССР.
В 1957 году был в составе «Буревестника» Кишинёв. 1958 год провёл в команде класса «Б» «Балтика» Калининград. На следующий сезон вернулся в кишинёвскую команду, за шесть сезонов в чемпионате СССР провёл 139 матчей, забил один гол — 13 мая 1961 года в гостевом матче против ЦСКА (4:6). Завершил карьеру в команде «Ниструл» Бендеры, выступавшей в классе «Б» и чемпионате Молдавской ССР.